# ديميتري ميلر
ديميتري ميلر (بالروسية: Миллер, Дмитрий Артурович)‏ هو ممثل روسي (وحمل سابقاً جنسية الاتحاد السوفيتي)، ولد في 2 أبريل 1972 بمايتشي في روسيا.

## وصلات خارجية
- ديميتري ميلر على موقع IMDb (الإنجليزية)
- ديميتري ميلر على موقع قاعدة بيانات الفيلم (الإنجليزية)
- ديميتري ميلر على موقع كينوبويسك (الروسية)